# Rigny-la-Salle
Rigny-la-Salle é uma comuna francesa na região administrativa de Grande Leste, no departamento de Meuse. Estende-se por uma área de 10,28 km². Em 2010 a comuna tinha 377 habitantes (densidade: 36,7 hab./km²).